# ناواهو ماونتین (یوتا)
ناواهو ماونتین (به انگلیسی: Navajo Mountain) یک منطقهٔ مسکونی در ایالات متحده آمریکا است که در شهرستان سن‌خوآن، یوتا واقع شده‌است. ناواهو ماونتین ۸۱٫۸ کیلومتر مربع مساحت و ۳۷۹ نفر جمعیت دارد و ۱٬۸۳۶ متر بالاتر از سطح دریا واقع شده‌است.